# Resolutie 647 Veiligheidsraad Verenigde Naties
Resolutie 647 van de Veiligheidsraad van de Verenigde Naties werd unaniem  aangenomen op 11 januari 1990. Het was de eerste VN-Veiligheidsraadsresolutie in de jaren 1990.

## Achtergrond
Op 14 april 1988 werden de Akkoorden van Genève tussen Afghanistan en Pakistan getekend. Die hielden onder meer in dat de twee landen zich niet meer zouden bemoeien met of tussenkomen in elkaars binnenlandse aangelegenheden. Ook de Sovjet-Unie was betrokken bij het akkoord, dat de terugtrekking van de Sovjet-Unie uit Afghanistan na negen jaar oorlog vastlegde. Hun Afghaanse tegenstander, de Moedjahedien, waren niet betrokken en zij wezen de akkoorden dan ook af. Dat leidde na de terugtrekking van de USSR tot de Afghaanse Burgeroorlog.

## Inhoud
De Veiligheidsraad:
- herinnert aan de brieven van de secretaris-generaal over het akkoord inzake de regeling van de situatie in verband met Afghanistan, dat op 14 april 1988 werd getekend in Genève;
- herinnert ook aan de opmerking en het rapport van de secretaris-generaal;
- herinnert verder aan resolutie 622 (1988);
- neemt nota van de brief van de secretaris-generaal aan de voorzitter van de Veiligheidsraad;

1. bevestigt zijn instemming met de maatregelen in de brief van de secretaris-generaal over de tijdelijke inzet van militairen van bestaande VN-operaties;
2. vraagt de secretaris-generaal om de Veiligheidsraad op de hoogte te houden.

## Verwante resoluties
- Resolutie 622 Veiligheidsraad Verenigde Naties (1988)